# Ryan Babel
Ryan Guno Babel (născut 19 decembrie 1986) este un fotbalist neerlandez care joacă pentru Galatasaray Istanbul și pentru Echipa națională de fotbal a Țărilor de Jos.

## Palmares
Ajax
- Câștigător
  - 2005 Supercupa Olandei
  - 2006 Supercupa Olandei

- Câștigător
  - 2005–2006 Cupa Olandei
  - 2006–2007 Cupa Olandei

Olanda
- Câștigător
  - Campionatul European U-21 2007

Individual
- - 2007–2008 Liverpool - Cel mai bun tânăr al sezonului